# Gestreifter Teuerling
Der Gestreifte Teuerling (Cyathus striatus) ist ein kleiner (1–1,7 cm breiter und 0,7–1 cm hoher), becherförmiger Pilz aus der Gattung der Teuerlinge.

## Aussehen
Die Fruchtkörper sind außen mit langen braunen Haaren besetzt und innen längsgestreift. Junge Fruchtkörper sind mit einem weißen Epiphragma verschlossen. Die lang ellipsoischen Sporen (16–20 µm × 9–10 µm) sind in den hellgrauen, linsenförmigen, 1–2 mm breiten Peridiolen enthalten.

## Ökologie
Der Gestreifte Teuerling ist ein relativ häufiger Saprobiont, der auf oder im Boden liegenden Holzresten, Ästen oder Zweigen, vor allem von Eiche, Buche, Fichte, aber auch Ahorn, Hainbuche und anderen Laub- und Nadelhölzern vorkommt. Die Art kommt fast weltweit vor.

## Bedeutung
Cyathus striatus hat keinen Speisewert und ist wirtschaftlich unbedeutend.